# Antrophyum immersum
Antrophyum immersum är en kantbräkenväxtart som först beskrevs av Jean Baptiste Bory de Saint-Vincent och Carl Ludwig Willdenow, och fick sitt nu gällande namn av Georg Heinrich Mettenius. Antrophyum immersum ingår i släktet Antrophyum och familjen Pteridaceae. Inga underarter finns listade.